# Katja Homeyer
Katja Homeyer (geboren 1969) ist eine deutsche Turnerin, die mit dem Rhönrad Titel bei deutschen, Europa- und Weltmeisterschaften errang. 

## Sportliche Laufbahn und Erfolge
Katja Homeyer begann im Alter von zwölf Jahren mit dem Rhönrad zu turnen. 1999 beendete sie ihre Wettkampflaufbahn.
1987 errang sie bei den Deutschen Jugendmeisterschaften den 3. Platz.
Von 1991 bis 1992 holte sie als Rhönradturnerin mehrfach Deutsche Meistertitel:
- 1991: Geradeturnen
- 1992: Spiraleturnen und Paarturnen (mit Maike Klatte)
- 1993: Geradeturnen und Spiraleturnen
- 1994: Geradeturnen und Partnerspirale/Synchronturnen (mit Maike Klatte)

1992 wurde sie im italienischen Cosenza Mehrkampf-Europameisterin (Gerade und Spirale).
Von 1995 bis 1999 errang sie zudem mehrfach Weltmeister- und Vizeweltmeistertitel:
- 1995 in Den Helder (Niederlande): Vizeweltmeisterin Spirale
- 1997 in Antwerpen (Belgien): Vizeweltmeisterin Spirale
- 1999 in Limburg an der Lahn: Weltmeisterin Gerade und Team, Vizeweltmeisterin Spirale

## Trainertätigkeit
Katja Homeyer war beziehungsweise ist auf lokaler und Bundesebene als Trainerin tätig, zum Beispiel:
- für den TSV Bleidenstadt in Taunusstein,
- für den SV Neuhof, ebenfalls in Taunusstein (→ Neuhof),
- als Bundestrainerin.

## Gremienarbeit im Sport
Sie war beziehungsweise ist 
- Beauftragte für Leistungs- und Nachwuchsförderung im Deutschen Turner-Bund (DTB)[3]
- Mitglied der Athletenkommission des Internationalen Rhönradturn-Verbandes[1]

## Beruf
Katja Homeyer ist Grundschul- und Diplomsportlehrerin. In Wiesbaden gehört sie zum Leitungsteam einer Grundschule.

## Familie
Zusammen mit Jürgen Bientzle, der auch als Rhönrad-Trainer aktiv ist, hat Katja Homeyer Kinder, die ebenfalls national und international erfolgreiche Rhönrad-Athleten sind: Kira und Marvin Homeyer; ihre jüngste Tochter Finia qualifizierte sich mehrfach für die deutschen Jugendmeisterschaften. Der mehrfache Welt-, Europa- und Deutsche Meister Wolfgang Bientzle ist Schwager von Katja Homeyer.